# Chef de chant
Un chef de chant est un musicien, généralement un pianiste, parfois un claveciniste ou un organiste, chargé d'aider un chanteur à la préparation d'une œuvre vocale, en vue d'un spectacle d'opéra, d'un récital ou d'une audition.

## Formation
Le choix peut être fait par un instrumentiste de consacrer sa carrière, essentiellement ou en totalité, à la direction ou à l'accompagnement du chant. La formation initiale propre à son instrument doit alors être complétée par une connaissance des voix et du répertoire vocal et par l'apprentissage des techniques pédagogiques qui lui permettront de prodiguer des conseils stylistiques, d'interprétation ou de prononciation.
En France, la formation supérieur de chef de chant est dispensée par le Conservatoire national supérieur de musique et de danse de Lyon et le Conservatoire national supérieur de musique et de danse de Paris.

## Carrière
Après le choix de la formation, se dessinent également plusieurs options de carrière.
Le chef de chant peut être un artiste indépendant qui mènera de front une carrière d'instrumentiste et la direction, ponctuelle ou sur de longues périodes de temps, de quelques chanteurs choisis par lui ou qui l'auront choisi pour sa réputation, ses qualités ou par affinité. Son rôle sera alors, parallèlement au travail réalisé par un professeur de chant, de préparer un jeune chanteur pour une audition ou d'aider de grandes voix à perfectionner un style ou l'interprétation d'un rôle.
Il peut aussi faire le choix de postuler pour un poste ouvert au concours par une maison d'opéra. Il aura alors en charge la nécessaire adéquation entre l'esthétique du chanteur, la conception de l'œuvre par le chef d'orchestre et les souhaits du metteur en scène.